# Новоукраинское сельское поселение (Челябинская область)
Новоукраи́нское се́льское поселе́ние — муниципальное образование в Чесменском районе Челябинской области Российской Федерации. В рамках административно-территориального устройства муниципальное образование  соответствует административно-территориальной единице Новоукраинский сельсовет.
Административный центр — посёлок Новоукраинский.

## История
Статус и границы сельского поселения установлены Законом Челябинской области от 12 ноября 2004 года № 289-ЗО «О статусе и границах Чесменского муниципального района и сельских поселений в его составе».

## Население
| 2002  | 2010  | 2011  | 2012  | 2013  | 2014  | 2015  |
| ----- | ----- | ----- | ----- | ----- | ----- | ----- |
| 1640  | ↘1381 | ↘1380 | ↘1360 | ↘1319 | ↘1264 | ↗1267 |
| 2016  | 2017  | 2018  | 2019  | 2020  | 2021  |       |
| ↘1254 | ↘1246 | ↘1215 | ↘1174 | ↘1139 | ↘1028 |       |

## Состав сельского поселения
| № | Населённый пункт | Тип населённого пункта          | Население |
| - | ---------------- | ------------------------------- | --------- |
| 1 | Клубовка         | посёлок                         | ↘227      |
| 2 | Новоеткульский   | посёлок                         | ↘610      |
| 3 | Новоукраинский   | посёлок, административный центр | ↘544      |